# Rajd Lotos Baltic Cup 2012
8. Rajd Lotos Baltic Cup – 8. edycja Rajdu Rajd Lotos Baltic Cup. Był to rajd samochodowy rozgrywany od 17 do 19 lutego 2012 roku. Bazą rajdu było miasto Gdańsk. Była to pierwsza runda Rajdowych Samochodowych Mistrzostw Polski w roku 2012. Rajd składał się z trzynastu odcinków specjalnych (dwa się nie odbyły - pierwszy i trzynasty).

## Wyniki końcowe rajdu[1][2]
| Miejsce | Kierowca             | Pilot             | Samochód                 | Czas      | Strata   | Grupa Klasa | Punkty |
| ------- | -------------------- | ----------------- | ------------------------ | --------- | -------- | ----------- | ------ |
| 1       | Kajetan Kajetanowicz | Jarosław Baran    | Subaru Impreza STi R4    | 2:03:07.1 | -        | 2           | 45     |
| 2       | Tomasz Kuchar        | Daniel Dymurski   | Subaru Impreza STi N12   | 2:07:58.6 | +4:51.5  | 3           | 32     |
| 3       | Maciej Rzeźnik       | Przemysław Mazur  | Peugeot 207 S2000        | 2:11:15.4 | +8:08.3  | 2           | 22     |
| 4       | Mariusz Małyszczycki | Jakub Gerber      | Mitsubishi Lancer Evo IX | 2:11:29.5 | +8:22.4  | 3           | 21     |
| 5       | Michał Bębenek       | Grzegorz Bębenek  | Peugeot 207 S2000        | 2:12:59.5 | +9:52.4  | 2           | 20     |
| 6       | Daniel Chwist        | Dariusz Burkat    | Subaru Impreza STi N14   | 2:13:22.8 | +10:15.7 | 3           | 14     |
| 7       | Wojciech Chuchała    | Kamil Heller      | Subaru Impreza TMR 10    | 2:20:47.6 | +17:40.5 | 3           | 16     |
| 8       | Michał Streer        | Zbigniew Gruszka  | Renault Clio R3          | 2:22:47.0 | +19:39.9 | 5           | 5      |
| 9       | Grzegorz Grzyb       | Daniel Siatkowski | Peugeot 207 S2000        | 2:22:53.4 | +19:46.3 | 2           | 10     |
| 10      | Jarosław Kołtun      | Ireneusz Pleskot  | Ford Fiesta S2000        | 2:24:13.3 | +21:06.2 | 2           | 4      |